# Барабанная башня
Барабанная башня Сианя (кит. 西安 鼓楼) — башня, расположенная в самом центре города Сиань в провинции Шэньси (Китай). Вместе с Колокольной башней является символом города. Своё название получила от обычая отмечать окончание дня боем барабанов, установленных на башне.
Построена в 1380 году в начале династии Мин. 
Нижняя часть башни представляет собой основание из зеленого кирпича 38 метров шириной, 52,6 метров длинной и 7,7 метров высотой. В основании имеется арка высотой 6 метров, позволяющая проходить его насквозь.
Сама башня построена из дерева и имеет два этажа и трехъярусную крышу.
Архитектурный стиль башни совмещает в себе стили династий Тан и Цин. Во время правления династии Цин башня ремонтировалась дважды: в 1699 и 1740 годах.
При династии Мин бой барабана использовался для поддержания общественного порядка. По его сигналу жители города должны были расходиться по домам, после чего солдаты начинали ночное патрулирование улиц. Отмерять время с помощью колокола и барабана прекратили при династии Цин. В это время барабан использовали только отправки предупреждений в случае войны.
На первом этаже Барабанной башни, находится зал, в котором подвешено множество больших барабанов. Каждый из них украшен красивыми китайскими письменами, которые символизируют удачу. Впечатляющий строй барабанов доступен только для обозрения, посетителям не разрешается касаться любого из них. Однако рядом с главным входом есть дополнительный барабан, с которым можно сфотографироваться за небольшую плату.
Внутри Барабанной башни есть также музей барабанов, где вставлены разнообразные барабаны, возраст некоторых из которых оценивается в тысячи лет. Каждый день в башне проходит шоу барабанов. С верхней части башни открывается панорамный вид на город.